# Empis glandis
Empis glandis är en tvåvingeart som beskrevs av Smith 1969. Empis glandis ingår i släktet Empis och familjen dansflugor. Inga underarter finns listade i Catalogue of Life.